# Natație la Jocurile Olimpice de vară din 1988

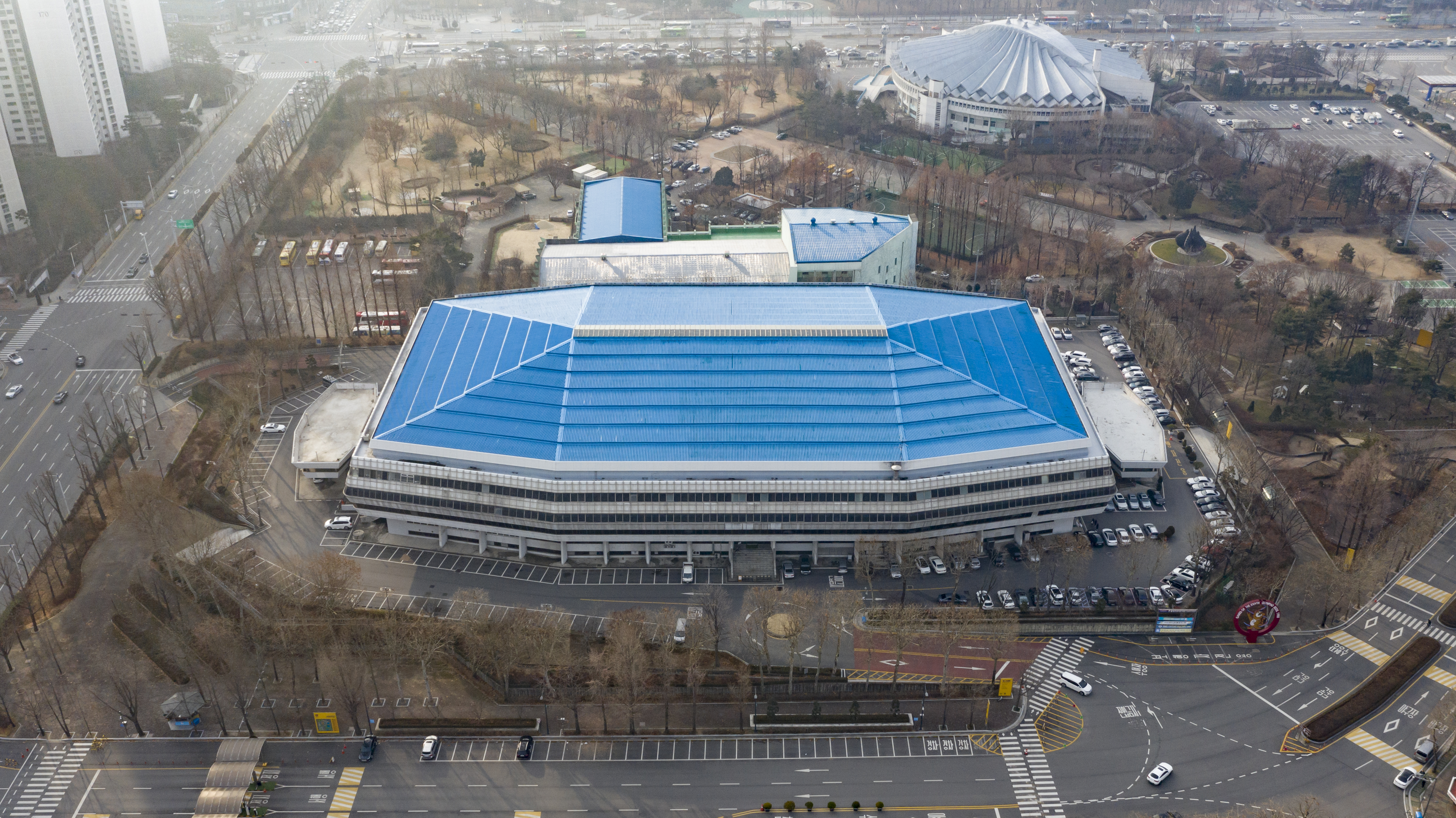
Piscina Jamsil

Probele sportive de natație la Jocurile Olimpice de vară din 1988 au avut loc între 18 și 25 septembrie 1988 la Piscina Jamsil.

## Rezultate

### Masculin
| Probă sportivă               | Aur | Aur        | Argint | Argint     | Bronz | Bronz      |
| 50 m liber detalii           | Matt Biondi · Statele Unite ale Americii (USA)                                                                                         | 22,14 RM   | Tom Jager · Statele Unite ale Americii (USA)                                                                                                 | 22,36      | Gennadi Prigoda · Uniunea Sovietică (URS) | 22,71      |
| 100 m liber detalii          | Matt Biondi · Statele Unite ale Americii (USA)                                                                                         | 48,63 RO   | Chris Jacobs · Statele Unite ale Americii (USA)                                                                                              | 49,08      | Stéphan Caron · Franța (FRA) | 49,62      |
| 200 m liber detalii          | Duncan Armstrong · Australia (AUS) | 1:47,25 RM | Anders Holmertz · Suedia (SWE) | 1:47,89    | Matt Biondi · Statele Unite ale Americii (USA) | 1:47,99 AM |
| 400 m liber detalii          | Uwe Dassler · Germania de Est (GDR) | 3:46,95 RM | Duncan Armstrong · Australia (AUS) | 3:47,15 OC | Artur Wojdat · Polonia (POL) | 3:47,34    |
| 1500 m liber detalii         | Vladimir Salnikov · Uniunea Sovietică (URS)                                                                                            | 15:00,40   | Stefan Pfeiffer · Germania de Vest (FRG) | 15:02,69   | Uwe Dassler · Germania de Est (GDR) | 15:06,15   |
| 100 m spate detalii          | Daichi Suzuki · Japonia (JPN) | 55,05 AS   | David Berkoff · Statele Unite ale Americii (USA)                                                                                             | 55,18      | Igor Poleanski · Uniunea Sovietică (URS) | 55,20      |
| 200 m spate detalii          | Igor Poleanski · Uniunea Sovietică (URS)                                                                                               | 1:59,37    | Frank Baltrusch · Germania de Est (GDR) | 1:59,60    | Paul Kingsman · Noua Zeelandă (NZL) | 2:00,48 RN |
| 100 m bras detalii           | Adrian Moorhouse · Marea Britanie (GBR)                                                                                                | 1:02,04 RN | Károly Güttler · Ungaria (HUN) | 1:02,05    | Dmitri Volkov · Uniunea Sovietică (URS) | 1:02,20    |
| 200 m bras detalii           | József Szabó · Ungaria (HUN) | 2:13,52 RE | Nick Gillingham · Marea Britanie (GBR) | 2:14,12    | Sergio López Miró · Spania (ESP) | 2:15,21 RN |
| 100 m fluture detalii        | Anthony Nesty · Surinam (SUR) | 53,00 RO   | Matt Biondi · Statele Unite ale Americii (USA)                                                                                               | 53,01      | Andy Jameson · Marea Britanie (GBR) | 53,30      |
| 200 m fluture detalii        | Michael Groß · Germania de Vest (FRG)                                                                                                  | 1:56,94 RO | Benny Nielsen · Danemarca (DEN) | 1:58,24 RN | Anthony Mosse · Noua Zeelandă (NZL) | 1:58,28 RN |
| 200 m mixt detalii           | Tamás Darnyi · Ungaria (HUN) | 2:00,17 RM | Patrick Kühl · Germania de Est (GDR) | 2:01,61    | Vadim Iaroșciuk · Uniunea Sovietică (URS) | 2:02,40    |
| 400 m mixt detalii           | Tamás Darnyi · Ungaria (HUN) | 4:14,75 RM | David Wharton · Statele Unite ale Americii (USA)                                                                                             | 4:17,36    | Stefano Battistelli · Italia (ITA) | 4:18,01    |
| 4x100 m liber detalii        | Statele Unite ale Americii (USA) · Chris Jacobs · Troy Dalbey · Tom Jager · Matt Biondi · Doug Gjertsen* · Brent Lang* · Shaun Jordan* | 3:16,53 RM | Uniunea Sovietică (URS) · Gennadi Prigoda · Iurie Bașcatov · Nikolai Ievseev · Vladimir Tkacenko · Raimundas Mažuolis* · Oleksi Borislavski* | 3:18,33 RE | Germania de Est (GDR) · Dirk Richter · Thomas Flemming · Lars Hinneburg · Steffen Zesner                                                                                   | 3:19,82    |
| 4x200 m liber detalii        | Statele Unite ale Americii (USA) · Troy Dalbey · Matt Cetlinski · Doug Gjertsen · Matt Biondi · Craig Oppel* · Dan Jorgensen*          | 7:12,51 RM | Germania de Est (GDR) · Uwe Daßler · Sven Lodziewski · Thomas Flemming · Steffen Zesner · Lars Hinneburg*                                    | 7:13,68    | Germania de Vest (FRG) · Erik Hochstein · Thomas Fahrner · Rainer Henkel · Michael Groß · Peter Sitt* · Stefan Pfeiffer*                                                   | 7:14,35    |
| 4x100 m mixt ștafetă detalii | Statele Unite ale Americii (USA) · David Berkoff · Richard Schroeder · Matt Biondi · Chris Jacobs · Jay Mortenson* · Tom Jager*        | 3:36,93    | Canada (CAN) · Mark Tewksbury · Victor Davis · Tom Ponting · Sandy Goss                                                                      | 3:39,28    | Uniunea Sovietică (URS) · Igor Poleanski · Dmitri Volkov · Vadim Iaroșciuk · Gennadi Prigoda · Serghei Zabolotnov* · Valeri Lozik* · Konstantin Petrov* · Nikolai Ievseev* | 3:39,96    |

*Sportivul a participat doar la calificări, dar a primit o medalie.

### Feminin
| Probă sportivă        | Aur | Aur        | Argint | Argint  | Bronz | Bronz   |
| 50 m liber detalii    | Kristin Otto · Germania de Est (GDR)                                                                                             | 25,49 RO   | Yang Wenyi · China (CHN) | 25,64   | Jill Sterkel · Statele Unite ale Americii (USA)                                                                           | 25,71   |
| 50 m liber detalii    | Kristin Otto · Germania de Est (GDR)                                                                                             | 25,49 RO   | Yang Wenyi · China (CHN) | 25,64   | Katrin Meissner · Germania de Est (GDR)                                                                                   | 25,71   |
| 100 m liber detalii   | Kristin Otto · Germania de Est (GDR)                                                                                             | 54,93      | Zhuang Yong · China (CHN) | 55,47   | Catherine Plewinski · Franța (FRA)                                                                                        | 55,49   |
| 200 m liber detalii   | Heike Friedrich · Germania de Est (GDR)                                                                                          | 1:57,65 RO | Silvia Poll · Costa Rica (CRC) | 1:58,67 | Manuela Stellmach · Germania de Est (GDR)                                                                                 | 1:59,01 |
| 400 m liber detalii   | Janet Evans · Statele Unite ale Americii (USA)                                                                                   | 4:03,85 RM | Heike Friedrich · Germania de Est (GDR) | 4:05,94 | Anke Möhring · Germania de Est (GDR)                                                                                      | 4:06,62 |
| 800 m liber detalii   | Janet Evans · Statele Unite ale Americii (USA)                                                                                   | 8:20,20 RO | Astrid Strauß · Germania de Est (GDR) | 8:22,09 | Julie McDonald · Australia (AUS)                                                                                          | 8:22,93 |
| 100 m spate detalii   | Kristin Otto · Germania de Est (GDR)                                                                                             | 1:00,89    | Krisztina Egerszegi · Ungaria (HUN) | 1:01,56 | Cornelia Sirch · Germania de Est (GDR)                                                                                    | 1:01,57 |
| 200 m spate detalii   | Krisztina Egerszegi · Ungaria (HUN)                                                                                              | 2:09,29 RO | Katrin Zimmermann · Germania de Est (GDR) | 2:10,61 | Cornelia Sirch · Germania de Est (GDR)                                                                                    | 2:11,45 |
| 100 m bras detalii    | Tania Dangalakova · Bulgaria (BUL)                                                                                               | 1:07,95 RO | Antoaneta Frenkeva · Bulgaria (BUL) | 1:08,74 | Silke Hörner · Germania de Est (GDR)                                                                                      | 1:08,83 |
| 200 m bras detalii    | Silke Hörner · Germania de Est (GDR)                                                                                             | 2:26,71 RM | Huang Xiaomin · China (CHN) | 2:27,49 | Antoaneta Frenkeva · Bulgaria (BUL)                                                                                       | 2:28,34 |
| 100 m fluture detalii | Kristin Otto · Germania de Est (GDR)                                                                                             | 59,00 RO   | Birte Weigang · Germania de Est (GDR) | 59,45   | Hong Qian · China (CHN)                                                                                                   | 59,52   |
| 200 m fluture detalii | Kathleen Nord · Germania de Est (GDR)                                                                                            | 2:09,51    | Birte Weigang · Germania de Est (GDR) | 2:09,91 | Mary T. Meagher · Statele Unite ale Americii (USA)                                                                        | 2:10,80 |
| 200 m mixt detalii    | Daniela Hunger · Germania de Est (GDR)                                                                                           | 2:12,59 RO | Elena Dendeberova · Uniunea Sovietică (URS) | 2:13,31 | Noemi Lung · România (ROU)                                                                                                | 2:14,85 |
| 400 m mixt detalii    | Janet Evans · Statele Unite ale Americii (USA)                                                                                   | 4:37,76    | Noemi Lung · România (ROU) | 4:39,46 | Daniela Hunger · Germania de Est (GDR)                                                                                    | 4:39,76 |
| 4x100 m liber detalii | Germania de Est (GDR) · Kristin Otto · Katrin Meissner · Daniela Hunger · Manuela Stellmach · Sabina Schulze* · Heike Friedrich* | 3:40,63    | Olanda (NED) · Marianne Muis · Mildred Muis · Conny van Bentum · Karin Brienesse · Diana van der Plaats*                                           | 3:43,39 | Statele Unite ale Americii (USA) · Mary Wayte · Mitzi Kremer · Laura Walker · Dara Torres · Paige Zemina* · Jill Sterkel* | 3:44,25 |
| 4x100 m mixt detalii  | Germania de Est (GDR) · Kristin Otto · Silke Hörner · Birte Weigang · Katrin Meissner · Cornelia Sirch* · Manuela Stellmach*     | 4:03,74    | Statele Unite ale Americii (USA) · Beth Barr · Tracey McFarlane · Janel Jorgensen · Mary Wayte · Betsy Mitchell* · Mary T. Meagher* · Dara Torres* | 4:07,90 | Canada (CAN) · Lori Melien · Allison Higson · Jane Kerr · Andrea Nugent · Keltie Duggan* · Patricia Noall*                | 4:10,49 |

* Sportiva a participat doar la calificări, dar a primit o medalie.

## Clasament pe medalii
| Loc   | Țară                       | Aur | Argint | Bronz | Total |
| ----- | -------------------------- | --- | ------ | ----- | ----- |
| 1     | Germania de Est            | 11  | 8      | 9     | 28    |
| 2     | Statele Unite ale Americii | 8   | 6      | 4     | 18    |
| 3     | Ungaria                    | 4   | 2      | 0     | 6     |
| 4     | Uniunea Sovietică          | 2   | 2      | 5     | 9     |
| 5     | Australia                  | 1   | 1      | 1     | 3     |
| 5     | Bulgaria                   | 1   | 1      | 1     | 3     |
| 5     | Marea Britanie             | 1   | 1      | 1     | 3     |
| 5     | Germania de Vest           | 1   | 1      | 1     | 3     |
| 9     | Japonia                    | 1   | 0      | 0     | 1     |
| 9     | Surinam                    | 1   | 0      | 0     | 1     |
| 11    | China                      | 0   | 3      | 1     | 4     |
| 12    | România                    | 0   | 1      | 1     | 2     |
| 12    | Canada                     | 0   | 1      | 1     | 2     |
| 14    | Costa Rica                 | 0   | 1      | 0     | 1     |
| 14    | Olanda                     | 0   | 1      | 0     | 1     |
| 14    | Danemarca                  | 0   | 1      | 0     | 1     |
| 14    | Suedia                     | 0   | 1      | 0     | 1     |
| 18    | Franța                     | 0   | 0      | 2     | 1     |
| 18    | Noua Zeelandă              | 0   | 0      | 2     | 1     |
| 20    | Italia                     | 0   | 0      | 1     | 1     |
| 20    | Polonia                    | 0   | 0      | 1     | 1     |
| 20    | Spania                     | 0   | 0      | 1     | 1     |
| Total | Total                      | 31  | 31     | 32    | 94    |